# Copelatus pinnifer
Copelatus pinnifer är en skalbaggsart som beskrevs av Guignot 1952. Copelatus pinnifer ingår i släktet Copelatus och familjen dykare. Inga underarter finns listade i Catalogue of Life.